# ISpring套件
iSpring套件是由iSpring發展，在微軟視窗的PowerPoint下建立專業的電子學習課程，與嵌入（或獨立）測驗、調查和互動的著作工具。輸出是相容於主流LMS標準的（SCORM/AICC），還有一個選項專門用來發布黑板LMS課程的選項。新的xAPI (Tin Can)格式用於支援LRSes。輸出可以是純粹的SWF檔、EXE檔、HTML或ZIP存檔。此外，跨平台的輸出格式（Flash + HTML5）允許在任何現代設備上查看已經發布的內容。

## 歷史
iSpring套件的歷史可以追溯至2005年，當團隊發布所有iSpring產品的原型，Flashspring Pro的時刻。它是簡單的PowerPoint轉換成Flash的軟體，有免費版和商用版。稍後，iSpring發布了Flashspring Ultra和SCORM（共享元件參照模式），相容性變得可以使用。FlashSpring Lite和FlashSpring伺服器的伴侶產生器分別在2006年和2007年公布。在2008年，FlashSpring更名為，新的名稱是iSpring。2009年，該公司推出一種稱為iSpring簡報者（iSpring Presenter）的全新電子學習工具。由於合理的價格和能製作出高品質的課程，這個工具能被市場接受。在2010年，iSpring簡報者在技術卓越的快速創作類別中贏得了布蘭登霍爾金獎。在2011年，iSpring首度在歐洲介紹產品。在同一年，iSpring套件被發表，成功的作為取代iSpring簡報者的產品。在2012年，eLearningJoe的Joe Ganci在學習解決方案雜誌刊登 iSpring 套件的評論。
目前的iSpring套件版本，是2015年3月的7.1版。在2015年5月，Ganci主辦的網路學習雜誌舉辦了學習發展工具的研討會，iSpring套件領先其它五種以PowerPoint為基礎的工具，Ganci在學習解決方案雜誌的一篇文章中發表了他們研究的最後結果。

## 內含的工具
事實上，iSpring Suite是一套獨立的工具，可以單獨或合併一起使用。

### iSpring Pro
這個軟體用在於在PowerPoint中創建SCORM相容課程或線上演示文稿。它支援常見的PowerPoint功能，例如動畫、過渡效果和白工具，和提供了機會，不只是在PowerPoint的環境下，像是發佈到LMSs、設置保護、旁白管理、在中插入由iSpring QuizMaker產生的測驗。也有免費的iSpring Pro – iSpring版本可以產生 SCORM 相容的課程，但是不會提供iSpring Pro的進階選項。

### iSpring QuizMaker
它是一種工具，可以基於Flash創建符合SCORM的測驗和調查，使用像是劇本分支、學習量表控制項，插入幻燈片、音訊、視頻、圖像和公式、自定回饋等等進階功能。在2011年，iSpring QuizMaker 得到了測試或學習評價中最佳科技進步的銅牌獎。免費的QuizMaker提供了iSpring QuizMaker 所有的基本功能，並且可以產生與SCORM相容的課程。

### iSpring Kinetics
iSpring Kinetics是一套用於創建可以用在線上學習的互動範本，可以用在電子書的創作和提供立體書、常見問題、目錄和時間表。

## 外部連結
- iSpringSolutions.com（页面存档备份，存于），官方網站